# Die drei Tenöre
Die drei Tenöre (internationale Bezeichnung: The Three Tenors) waren ein Gesangstrio aus den drei Opernsängern Plácido Domingo (* 1941), Luciano Pavarotti (1935–2007) und José Carreras (* 1946), das ab 1990 bei mehreren Konzerten weltweit auftrat und eine Reihe von Schallplatten aufnahm. Die treibende Kraft hinter dem Ensemble war der italienische Manager und Produzent Mario Dradi.

## Erster Auftritt
Die drei Tenöre traten am 7. Juli 1990 erstmals gemeinsam auf. Das Konzert in den römischen Caracalla-Thermen anlässlich der Fußball-Weltmeisterschaft 1990 hatte 6000 Besucher; etwa eine Milliarde Menschen verfolgten den Auftritt im Fernsehen. Das Orchester aus rund 200 Musikern dirigierte Zubin Mehta. Die Gage für den Benefiz-Auftritt stiftete Pavarotti für medizinische Institutionen, Carreras für die Leukämie-Forschung und Domingo für den Wiederaufbau der beim Erdbeben 1985 verwüsteten mexikanischen Dörfer. Aufgrund des immensen Erfolgs trat das Trio auch zu den drei folgenden Fußball-Weltmeisterschaften auf: 1994 in Los Angeles, 1998 in Paris und 2002 in Yokohama.

## Diskografie

### Alben
| Jahr | Titel                           | Höchstplatzierung, Gesamtwochen, AuszeichnungChartplatzierungen (Jahr, Titel, Platzierungen, Wochen, Auszeichnungen, Anmerkungen) | Höchstplatzierung, Gesamtwochen, AuszeichnungChartplatzierungen (Jahr, Titel, Platzierungen, Wochen, Auszeichnungen, Anmerkungen) | Höchstplatzierung, Gesamtwochen, AuszeichnungChartplatzierungen (Jahr, Titel, Platzierungen, Wochen, Auszeichnungen, Anmerkungen) | Höchstplatzierung, Gesamtwochen, AuszeichnungChartplatzierungen (Jahr, Titel, Platzierungen, Wochen, Auszeichnungen, Anmerkungen) | Höchstplatzierung, Gesamtwochen, AuszeichnungChartplatzierungen (Jahr, Titel, Platzierungen, Wochen, Auszeichnungen, Anmerkungen) | Höchstplatzierung, Gesamtwochen, AuszeichnungChartplatzierungen (Jahr, Titel, Platzierungen, Wochen, Auszeichnungen, Anmerkungen) | Höchstplatzierung, Gesamtwochen, AuszeichnungChartplatzierungen (Jahr, Titel, Platzierungen, Wochen, Auszeichnungen, Anmerkungen) | Anmerkungen                                        |
| Jahr | Titel                           | DE | AT | CH | UK | US | ES | IT | Anmerkungen                                        |
| ---- | ------------------------------- | --- | --- | --- | --- | --- | --- | --- | -------------------------------------------------- |
| 1990 | In Concert                      | DE3 Platin · (102 Wo.)DE | AT2 ×2Doppelplatin · (23 Wo.)AT                                                                                                   | CH10 Gold · (16 Wo.)CH | UK1 ×5Fünffachplatin · (82 Wo.)UK                                                                                                 | US53 ×3Dreifachplatin · (100 Wo.)US                                                                                               | ES85 (1 Wo.)ES | IT49 (4 Wo.)IT | Erstveröffentlichung: August 1990 mit Zubin Mehta  |
| 1994 | In Concert 1994                 | DE2 ×3Dreifachgold · (48 Wo.)DE                                                                                                   | AT1 ×2Doppelplatin · (22 Wo.)AT                                                                                                   | CH3 Platin · (22 Wo.)CH | UK1 ×2Doppelplatin · (28 Wo.)UK                                                                                                   | US4 Platin · (33 Wo.)US | — | — | Erstveröffentlichung: August 1994 mit Zubin Mehta  |
| 1998 | Paris 1998                      | DE3 (18 Wo.)DE | AT8 Gold · (16 Wo.)AT | CH10 Gold · (10 Wo.)CH | UK14 Silber · (9 Wo.)UK | US83 Gold · (10 Wo.)US | — | — | Erstveröffentlichung: August 1998 mit James Levine |
| 2000 | Christmas / Weihnachten         | DE9 Gold · (5 Wo.)DE | AT3 (6 Wo.)AT | CH11 (4 Wo.)CH | UK57 Silber · (2 Wo.)UK | US54 Gold · (8 Wo.)US | — | IT77 (2 Wo.)IT | Erstveröffentlichung: November 2000                |
| 2002 | Best Of                         | — | AT37 (6 Wo.)AT | — | UK86 (1 Wo.)UK | US— GoldUS | — | — | Erstveröffentlichung: November 2000                |
| 2017 | Christmas with The Three Tenors | — | AT66 (1 Wo.)AT | — | — | — | — | — | Erstveröffentlichung: Oktober 2017                 |

grau schraffiert: keine Chartdaten aus diesem Jahr verfügbar
Weitere Alben
- 1994: Encore (AT: Gold)
- 1996: The Three Tenors in Munich 1996
- 1996: Christmas Favorites From World’s Favorites Tenors (US: Gold)

### Singles
| Jahr | Titel Album                            | Höchstplatzierung, Gesamtwochen, AuszeichnungChartplatzierungen (Jahr, Titel, Album, Platzierungen, Wochen, Auszeichnungen, Anmerkungen) | Höchstplatzierung, Gesamtwochen, AuszeichnungChartplatzierungen (Jahr, Titel, Album, Platzierungen, Wochen, Auszeichnungen, Anmerkungen) | Höchstplatzierung, Gesamtwochen, AuszeichnungChartplatzierungen (Jahr, Titel, Album, Platzierungen, Wochen, Auszeichnungen, Anmerkungen) | Höchstplatzierung, Gesamtwochen, AuszeichnungChartplatzierungen (Jahr, Titel, Album, Platzierungen, Wochen, Auszeichnungen, Anmerkungen) | Höchstplatzierung, Gesamtwochen, AuszeichnungChartplatzierungen (Jahr, Titel, Album, Platzierungen, Wochen, Auszeichnungen, Anmerkungen) | Höchstplatzierung, Gesamtwochen, AuszeichnungChartplatzierungen (Jahr, Titel, Album, Platzierungen, Wochen, Auszeichnungen, Anmerkungen) | Höchstplatzierung, Gesamtwochen, AuszeichnungChartplatzierungen (Jahr, Titel, Album, Platzierungen, Wochen, Auszeichnungen, Anmerkungen) | Anmerkungen                     |
| Jahr | Titel Album                            | DE | AT | CH | UK | US | ES | IT | Anmerkungen                     |
| ---- | -------------------------------------- | --- | --- | --- | --- | --- | --- | --- | ------------------------------- |
| 1994 | Libiamo / La donna è mobile In Concert | — | — | — | UK21 (5 Wo.)UK | — | — | — | Erstveröffentlichung: Juli 1994 |
| 1998 | You’ll Never Walk Alone Paris 1998     | DE46 (4 Wo.)DE | — | CH28 (2 Wo.)CH | UK35 (9 Wo.)UK | — | — | — | Erstveröffentlichung: Juli 1998 |

grau schraffiert: keine Chartdaten aus diesem Jahr verfügbar

### Videoalben
| Jahr | Titel                | Höchstplatzierung, Gesamtwochen, AuszeichnungChartplatzierungen (Jahr, Titel, Platzierungen, Wochen, Auszeichnungen, Anmerkungen) | Höchstplatzierung, Gesamtwochen, AuszeichnungChartplatzierungen (Jahr, Titel, Platzierungen, Wochen, Auszeichnungen, Anmerkungen) | Höchstplatzierung, Gesamtwochen, AuszeichnungChartplatzierungen (Jahr, Titel, Platzierungen, Wochen, Auszeichnungen, Anmerkungen) | Höchstplatzierung, Gesamtwochen, AuszeichnungChartplatzierungen (Jahr, Titel, Platzierungen, Wochen, Auszeichnungen, Anmerkungen) | Höchstplatzierung, Gesamtwochen, AuszeichnungChartplatzierungen (Jahr, Titel, Platzierungen, Wochen, Auszeichnungen, Anmerkungen) | Höchstplatzierung, Gesamtwochen, AuszeichnungChartplatzierungen (Jahr, Titel, Platzierungen, Wochen, Auszeichnungen, Anmerkungen) | Höchstplatzierung, Gesamtwochen, AuszeichnungChartplatzierungen (Jahr, Titel, Platzierungen, Wochen, Auszeichnungen, Anmerkungen) | Anmerkungen                |
| Jahr | Titel                | DE | AT | CH | UK | US | ES | IT | Anmerkungen                |
| ---- | -------------------- | --- | --- | --- | --- | --- | --- | --- | -------------------------- |
| 1994 | In Concert 1994      | — | — | — | UK1 (104 Wo.)UK | US— ×5FünffachplatinUS | — | — | Erstveröffentlichung: 1994 |
| 2020 | The Original Concert | — | — | — | UK5 Platin · (33 Wo.)UK | — | — | — | Erstveröffentlichung: 2020 |

grau schraffiert: keine Chartdaten aus diesem Jahr verfügbar
Weitere Videoalben
- 1990: In Concert (DE: Platin; US: ×5Fünffachplatin )
- 1998: Paris 1998 (US: Gold)

## Auszeichnungen für Musikverkäufe
| Goldene Schallplatte - Finnland - 1994: für das Album In Concert 1994 - Frankreich - 1995: für das Album In Concert 1994 - Kanada - 1991: für das Album In Concert (London) - Mexiko - 1999: für das Album In Concert - Niederlande - 2000: für das Album Christmas - Schweden - 1996: für das Album In Concert 1994 - Spanien - 2000: für das Album La Navidad de Los Tres Tenores Platin-Schallplatte - Argentinien - 1990: für das Album In Concert - 2001: für das Videoalbum In Concert - Australien - 1994: für das Album In Concert 1994 - Frankreich - 1995: für das Album In Concert - 1995: für das Videoalbum In Concert 1994 - Niederlande - 1990: für das Album In Concert - Norwegen - 1998: für das Album In Concert - Schweden - 1992: für das Album In Concert | 2× Platin-Schallplatte - Belgien - 1995: für das Album In Concert 1994 - Brasilien - 1996: für das Album In Concert - Kanada - 1994: für das Album In Concert 1994 - Polen - 1996: für das Album In Concert 3× Platin-Schallplatte - Europa - 1997: für das Album In Concert 1994 - Kanada - 1995: für das Album In Concert (Teldec) 4× Platin-Schallplatte - Australien - 1990: für das Album In Concert - Niederlande - 1994: für das Album In Concert 1994 9× Platin-Schallplatte - Niederlande - 1999: für das Album The Original Three Tenors |

Anmerkung: Auszeichnungen in Ländern aus den Charttabellen bzw. Chartboxen sind in ebendiesen zu finden.
| Land/RegionAuszeichnungen für Musikverkäufe (Land/Region, Auszeichnungen, Verkäufe, Quellen) | Silber     | Gold       | Platin       | Verkäufe    | Quellen                 |
| -------------------------------------------------------------------------------------------- | ---------- | ---------- | ------------ | ----------- | ----------------------- |
| Argentinien (CAPIF)                                                                          | —          | —          | 2× Platin2   | 68.000      | capif.org.ar            |
| Australien (ARIA)                                                                            | —          | —          | 5× Platin5   | 350.000     | aria.com.au             |
| Belgien (BRMA)                                                                               | —          | —          | 2× Platin2   | 100.000     | ultratop.be             |
| Brasilien (PMB)                                                                              | —          | —          | 2× Platin2   | 500.000     | pro-musicabr.org.br     |
| Deutschland (BVMI)                                                                           | —          | 2× Gold2   | 3× Platin3   | 1.200.000   | musikindustrie.de       |
| Europa (IFPI)                                                                                | —          | —          | 3× Platin3   | (3.000.000) | ifpi.org                |
| Finnland (IFPI)                                                                              | —          | Gold1      | —            | 28.684      | ifpi.fi                 |
| Frankreich (SNEP)                                                                            | —          | Gold1      | 2× Platin2   | 520.000     | snepmusique.com         |
| Kanada (MC)                                                                                  | —          | Gold1      | 5× Platin5   | 550.000     | musiccanada.com         |
| Mexiko (AMPROFON)                                                                            | —          | Gold1      | —            | 75.000      | amprofon.com.mx         |
| Niederlande (NVPI)                                                                           | —          | Gold1      | 14× Platin14 | 1.440.000   | nvpi.nl                 |
| Norwegen (IFPI)                                                                              | —          | —          | Platin1      | 40.000      | ifpi.no                 |
| Österreich (IFPI)                                                                            | —          | 2× Gold2   | 4× Platin4   | 250.000     | ifpi.at (1) ifpi.at (2) |
| Polen (ZPAV)                                                                                 | —          | —          | 2× Platin2   | 200.000     | olis.pl                 |
| Schweden (IFPI)                                                                              | —          | Gold1      | Platin1      | 150.000     | ifpi.se                 |
| Schweiz (IFPI)                                                                               | —          | 2× Gold2   | Platin1      | 100.000     | hitparade.ch            |
| Spanien (Promusicae)                                                                         | —          | Gold1      | —            | 50.000      | mediafire.com           |
| Vereinigte Staaten (RIAA)                                                                    | —          | 5× Gold5   | 14× Platin14 | 7.050.000   | riaa.com                |
| Vereinigtes Königreich (BPI)                                                                 | 2× Silber2 | —          | 8× Platin8   | 2.270.000   | bpi.co.uk               |
| Insgesamt                                                                                    | 2× Silber2 | 18× Gold18 | 69× Platin69 |             |                         |